# Passeport centrafricain
Le passeport centrafricain est un document de voyage international délivré aux ressortissants centrafricains, et qui peut aussi servir de preuve de la citoyenneté centrafricaine. 
Il est classé à la 84e place pour la liberté de déplacement qu'il offre, à égalité avec la Guinée équatoriale. 

## Liste des pays ne nécessitant pas de visa
Les titulaires du passeport centrafricain peuvent se rendre dans les pays suivants sans aucun visa :
- Voyage de 3 mois : Bénin, Côte d'Ivoire, Niger, Sénégal, Congo, RDC, Gabon, Guinée équatoriale, Tchad, Rwanda, Tanzanie, Haïti.

- Voyage de 90 jours : Cameroun.
- Voyage de 21 jours : Dominique, Philippines.
- Voyage de 14 jours : Hong Kong.

## Liste des pays nécessitant un visa à l'arrivée
- Pour un voyage de 3 mois : Kenya (50 US$)
- Pour un voyage de 90 jours : Bolivie (52 US$), Zambie (50 US$)

## Autres destinations
Pour se rendre dans les autres pays, un titulaire du passeport centrafricain doit demander un visa à l'ambassade ou au consulat du pays de destination.

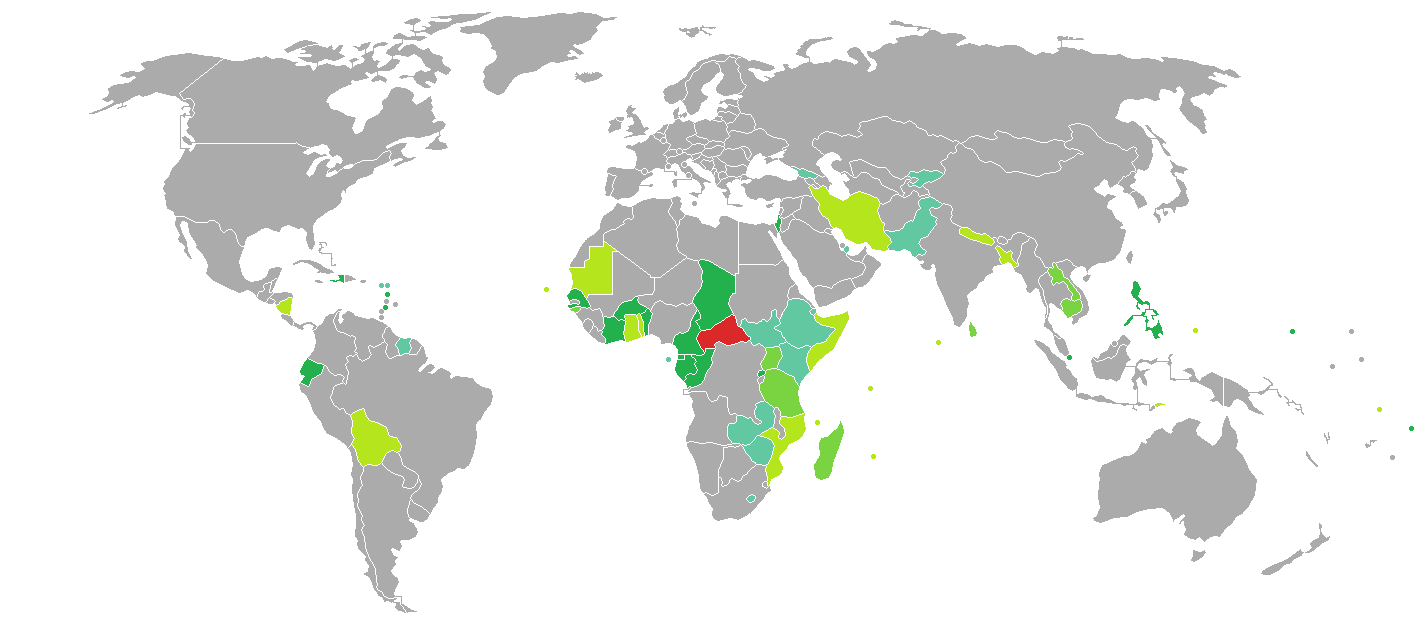
République centrafricaine
Visa non nécessaire
Visa à l'arrivée
Système de visa électronique
Visa électronique ou à l'arrivée
Visa requis avant l'arrivée
Interdiction de voyager